# Gabriel Caballero
Gabriel Caballero (* 5. Februar 1971 in Santa Fe), auch bekannt unter dem Spitznamen El Eterno (spanisch für Der Ewige) ist ein ehemaliger mexikanischer Fußballspieler argentinischer Herkunft, der meistens im Mittelfeld agierte.

## Leben

### Verein
Caballero begann seine Profikarriere beim argentinischen Club Central Córdoba de Rosario, bei dem er zwischen 1989 und Ende 1993 unter Vertrag stand. Anschließend wechselte er zum chilenischen Verein Deportes Antofagasta, bei dem er 1994 und 1995 spielte und in dessen Reihen er 1995 Torschützenkönig der chilenischen Liga wurde. Danach ging er nach Mexiko, wo er bis zum Ende seiner aktiven Laufbahn und somit für eine Gesamtdauer von 15 Jahren blieb. Zunächst spielte er in der mexikanischen Primera División für Santos Laguna, mit dessen Mannschaft er die Meisterschaft im Winter 1996 gewann und ein halbes Jahr später Torschützenkönig der mexikanischen Fußballliga wurde. Die meiste Zeit spielte er allerdings für den CF Pachuca, mit dem er weitere fünf Meistertitel gewann.

### Nationalmannschaft
Sein Debüt im Dress der mexikanischen Nationalmannschaft gab Caballero am 13. März 2002 beim 4:0-Erfolg gegen Albanien. Höhepunkt seiner nur drei Monate währenden, aber immerhin acht Spiele umfassenden, Länderspielkarriere war die Teilnahme an der Fußball-Weltmeisterschaft 2002, bei der er in den drei Vorrundenspielen der Mexikaner zum Einsatz kam. Sein viertelstündiger Einsatz im letzten Gruppenspiel gegen Italien (1:1) am 13. Juni 2002 war zugleich sein letzter Auftritt in Reihen der Nationalmannschaft.

## Erfolge

### Persönlich
- Torschützenkönig der chilenischen Liga: 1995
- Torschützenkönig der mexikanischen Liga: Verano 1997

### Verein
- Mexikanischer Meister: Invierno 1996, Invierno 1999, Invierno 2001, Apertura 2003, Clausura 2006, Clausura 2007
- CONCACAF Champions’ Cup: 2007, 2008
- Copa Sudamericana: 2006